# Alpina confluens
Alpina confluens är en fjärilsart som beskrevs av Leo Schwingenschuss 1923. Alpina confluens ingår i släktet Alpina och familjen mätare. Inga underarter finns listade i Catalogue of Life.